# Saralanj (Aragatsotn)
Pour les articles homonymes, voir Saralanj.
Saralanj (en arménien Սարալանջ) est une communauté rurale du marz d'Aragatsotn, en Arménie. Elle compte 273 habitants en 2009.